# 日下部表米
日下部 表米（くさかべ の うわよね/ひょうまい）は、飛鳥時代の人物。日下部宿禰あるいは表米宿禰、また孝徳天皇の後裔とする系図では表米親王とも記される。日下部氏の始祖とされる人物。官職は養父郡大領あるいは朝来郡大領。

## 出自
開化天皇の皇子である彦坐王を出自とする但遅麻国造家の一族とする。
『続群書類従』所収の系図等一般に流布されている系図では、孝徳天皇の皇子の有間皇子の子または弟とするが、これは信頼できないとされる。
また、日下部表米を孝徳天皇と結びつける説は、日下部氏が大化の改新前後に従来の但遅麻国造家であった但馬君氏に代わって国造の地位に就いたことを示していると考えられている。

## 鮑の伝説
兵庫県朝来市の赤淵神社には以下の伝説が伝わっている。
大化3年（647年）但馬国に攻めよせた新羅の軍船を丹後国与佐郡白糸浜で迎え撃って勝利する。逃げる敵を海上で追撃した際、嵐に遭い船が沈没しそうになるが、海底から無数の鮑が浮き上がり、危機を救った（新羅の入寇#大化の新羅の賊）。
その後、表米は敵を隠岐国まで追い払う。凱旋途中に逆風が吹くが、再び無数の鮑が船を持ち上げ、さらに美しい船が現れ、その船の先導で丹後国与佐郡浦島港に入った。表米が大船に行くと誰もおらず、竜宮に住むといわれる大鮑が光っていた。
表米は危機を逃れ勝利したことを海神の加護と悟り、鮑を丁寧に衣服で包んで鎧箱に納め、持ち帰り赤淵神社を建てて篤く祀った。
以後、日下部氏の子孫は鮑を大事にし、決して食べないといわれる。

## 墓所・祭所
赤淵神社には、同社の裏の久世田加納丘に墓所があるとの伝承がある。また、兵庫県朝来市の表米神社や俵米神社・赤淵神社に祭神として祀られている。

## 系譜
- 父：笠古乃君[8]
- 母：不詳
- 妻：不詳
  - 男子：日下部都牟自[3]
  - 男子：日下部荒島[3]